# Haiti na Mistrzostwach Świata w Lekkoatletyce 2015
Haiti na Mistrzostwach Świata w Lekkoatletyce 2015 – reprezentacja Haiti podczas Mistrzostw Świata w Pekinie liczyła 1 zawodnika, który nie zdobył medalu.

## Występy reprezentantów Haiti
| Konkurencja       | Zawodnik    | Eliminacje | Eliminacje | Finał    | Finał   |
| Konkurencja       | Zawodnik    | Rezultat   | Pozycja    | Rezultat | Pozycja |
| ----------------- | ----------- | ---------- | ---------- | -------- | ------- |
| Trójskok mężczyzn | Samyr Lainé | 16,23 m    | 22.        | NQ       | NQ      |